# Kado Kostzer
David Gerardo Kostzer (San Miguel de Tucumán, 19 de marzo de 1946), más conocido como Kado Kostzer, es un escritor y director de teatro argentino. Sus obras han sido publicadas por las editoriales Actes-Sud Papiers y l'Avant-Scène en Francia y Torres Agüero en Argentina.

## Biografía

### Inicios
Nace en San Miguel de Tucumán, Argentina el 19 de marzo de 1946. Hijo de uno de los libreros más importantes del país, Jacobo Kostzer, su infancia se nutre de una variada literatura. Ya muy joven su familia decide trasladarse a Buenos Aires, donde comienza a estudiar Arquitectura en la Universidad de La Plata. Paralelamente participa como actor en Ubu encadenado, Timón de Atenas y otras obras representadas en el Instituto Di Tella, centro teatral de vanguardia.

### Sus primeros años en el exterior
En 1976 escribe los sketches y letras de canciones de la revista musical de Nacha Guevara.
En 1982 estrena su primera obra dramática, "Trío", dirigida por Alfredo Arias. Por esta pieza obtiene el premio Lugné-Poé otorgado de la Société des Auteurs de France. Es traducida y representada en más treinta países de Europa y América.[cita requerida]
Su siguiente obra, Sortilèges, presentada en el Théâtre de París participa en 1985 en el Festival dei Due Mondi, en Spoleto. 
Su pieza Famille d'artistes es dirigida por Alfredo Arias en el Centre Dramatique d'Aubervilliers en 1989, y al año siguiente en castellano, en el teatro Albéniz, dentro del Festival Internacional de Teatro de Madrid. Para este espectáculo escribe con Astor Piazzolla.

### Debut como director
Debuta como director con su obra God save the Queen en el teatro Regina de Buenos Aires en 1987. Dos años más tarde vuelve a ponerla en escena, en francés, en el Centre Dramatique d'Aubervilliers con Marilú Marini como protagonista. En 1989 en España, escribe la revista musical ¡Taxi, al Rialto! protagonizada por Ferrán Rañé y Montse Guallar en el Centre Dramatic de Valencia.
En 1990 escribe y dirige el espectáculo de Norma Pons El tango como Norma que se representa en el Café Mozart' y dirige la obra de César Domínguez Tweed en el Teatro AMIA. 
En 1991 dirige en francés en el Théâtre de l'Alliance Française de Buenos Aires Un amour qui attend la mort, espectáculo musical de Bruno Villien. La obra es asimismo presentada en castellano en el teatro Blanca Podestá. También para el Théâtre de l'Alliance Française pone en escena La putain respectueuse de Jean-Paul Sartre en 1992.

### Años recientes
En los últimos años, en París, dirige a Thomas Jouannet en Alice Droz que se representa en el Théâtre de la Atalante. En Nueva York en 1995 dirige a Leslie Caron en la grabación de Colette sobre textos de la autora francesa. 
En 1997 adapta y dirige Sardinas Ahumadas (Les sardines grillées). Por su trabajo en esta obra obtuvo el Premio ACE de la Asociación Cronistas del Espectáculo, al Mejor Director del año. En la temporada 1998 esta pieza es presentada en el Teatro Auditorium de Mar del Plata, ganando el premio Estrella de Mar a la Mejor Comedia. Kado Kostzer fue asimismo nominado a Mejor Director.

#### Trabajos para el cine
Otra de sus obras, Pan y fuego, en 1987 fue llevada al cine por Alfredo Arias como Fuegos, con Ángela Molina. 
En México escribió los argumentos y guiones de dos films de Fernando Vallejo: Barrio de Campeones de 1984 con Katy Jurado y Ahí vienen los Panchitos de 1985.

#### Adaptaciones
Ha realizado las adaptaciones al castellano de diversos textos franceses y anglo-sajones, entre ellos Yo y mi chica y Chejov-Chejova.

### Finales de los 90
En 1997 dirige Nocturne for Lovers de Bruno Villien en versión inglesa.
En la temporada 1999 dirige Talismán, espectáculo musical del que es coautor con Sergio García-Ramírez en el teatro Bauen con Graciela Pal, Mariana Torres y Luz Kerz. Por esa obra recibe el premio ACE al Mejor Unipersonal y el Florencio Sánchez como Mejor Autor, e integró la terna al premio Argentores. Esta obra se presentó en la Sala Astor Piazzolla del Teatro Argentino de La Plata dentro del ciclo de Teatro de Cámara.
En 2005 presenta su versión libre de El enfermo imaginario de Molière. En el Centro Cultural de la Cooperación dirige en el 2007 Cloro de Víctor Winer.
En el 2009 realizó la versión castellana y la Régie de la opereta La Viuda Alegre de Lehár en el Teatro San Martín de San Miguel de Tucumán. Contó con una compañía de 120 personas entre músicos, cantantes y bailarines. Sergio García Ramírez fue corresponsable de la traducción y director de arte. La dirección orquestal fue de Jeff Manookian. La soprano Diana María y el barítono Leonardo Estévez estuvieron a cargo de los roles protagónicos. Kostzer ambientó esta obra maestra en la década del '50.
Su última obra dirigida fue L´Ora Italiana, coescrita con Sergio García-Ramírez. Se estrenó en el Centro Cultural Caras y Caretas de Buenos Aires con gran repercusión de público y crítica. Contó con la actuación de Ana María Casó y Julio López, los cantantes Paula Castignola y Ramiro Moreno Hueyo, los músicos Augusto Iacono y Julio César Vita, las voces de Edda Díaz y Marcelo Mazzarello. La coordinación musical fue también de Paula Castignola, los dibujos de Carlos Garaycochea, la producción ejecutiva de Pablo Silva y la escenografía y el vestuario de Sergio García-Ramírez. La Sociedad General de Autores de la Argentina , ARGENTORES, la distinguió como la Mejor Obra de Teatro Musical del año 2009.

## Últimas publicaciones editoriales

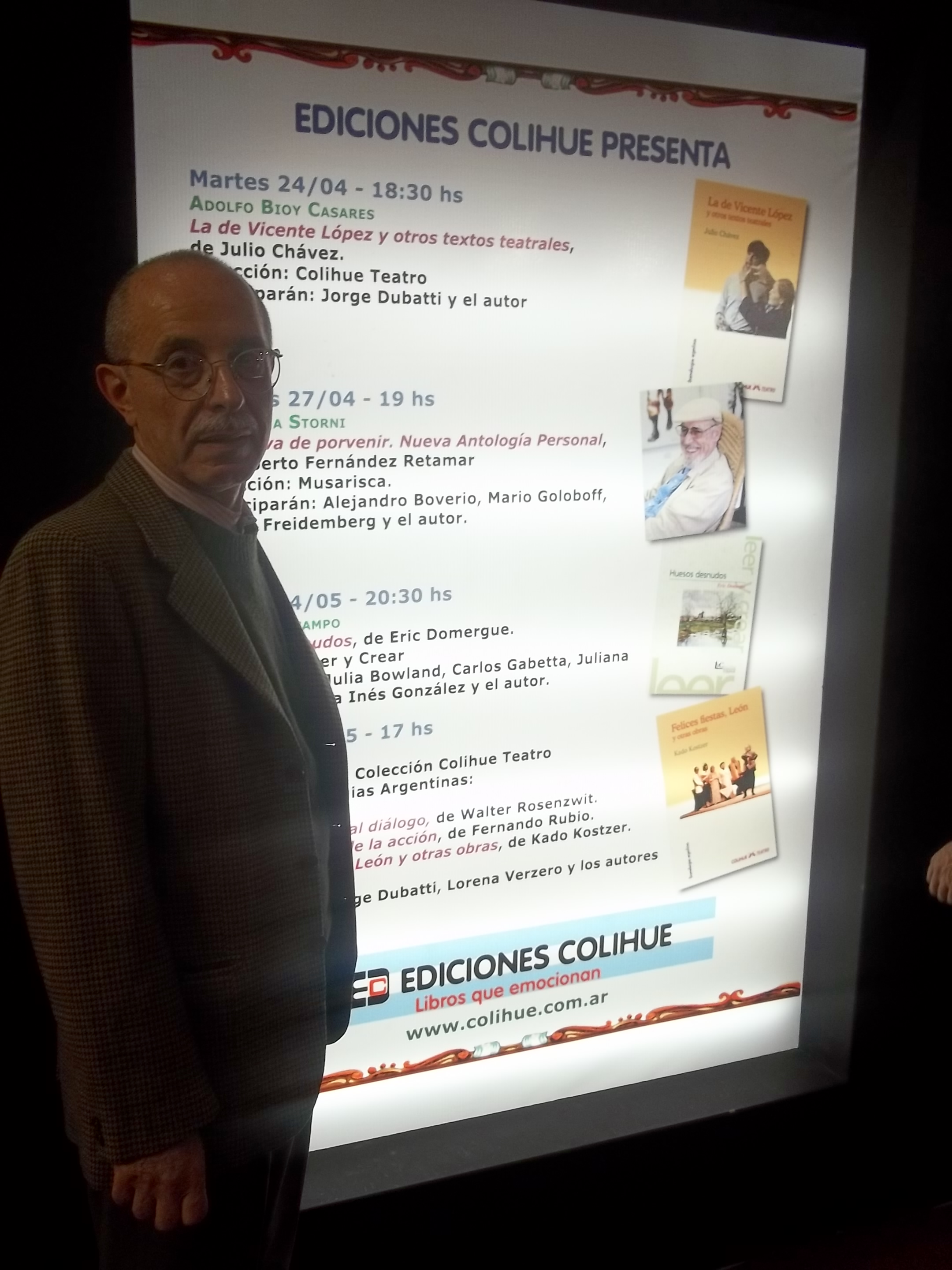
Kado en Feria del Libro de Buenos Aires 2012.

En el 2011 fueron publicados dos libros de su autoría Personajes (Por orden de aparición) y Cuatro Comedias Musicales. En el primero de ellos, de Ediciones del Jilguero, Kostzer retrata a personajes vinculados a su actividad profesional en el mítico Instituto Di Tella, la legendaria Revista Primera Plana, el Teatro Europeo, el Cine Mexicano y la Escena Nacional. En 33 viñetas desfilan personalidades como Astor Piazzolla, Iris Marga, Leslie Caron, Katy Jurado, Haroldo Conti y Manuel Puig, entre otros. Las Cuatro Comedias Musicales fueron escritas en colaboración con Sergio García-Ramírez y publicadas por Ediciones Corregidor.
En el 2012 en la 38° Feria Internacional del Libro de Buenos Aires presentó Felices Fiestas León y otras obras, un volumen que reúne cuatro piezas de su ecléctica producción de los últimos años: Muñequitas de Nueva York, una comedia americana que habla de los mitos del barrio trasladados a la gran manzana y de la viveza criolla como recurso de supervivencia; Isabel sin Corona, estructurada como monólogo, sigue de cerca a una humilde costurera cuyos sueños reales tropiezan con su realidad cotidiana; Pedestales de arena, que se ubica en el seno del Ateneo Cultural Eva Perón desde donde una omnipotente y a la vez frágil actriz, Fanny Navarro, decide la suerte de sus colegas y Felices fiestas, León, en la que a fines de 1952 y comienzos del año siguiente, en distintas festividades que impone el calendario, un niño de 12 años manipula el destino de su dividida familia.
Libros recientes

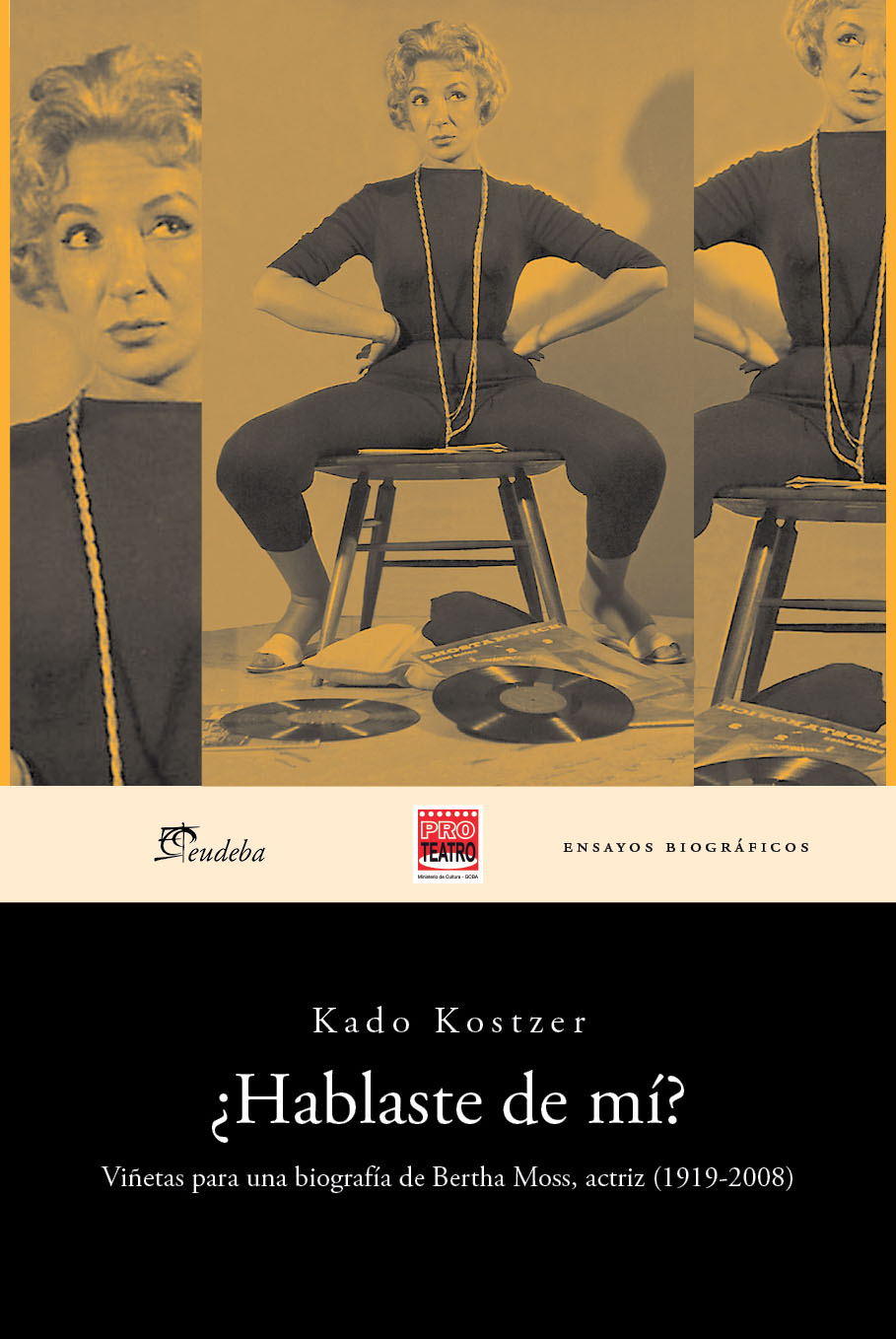
Tapa del libro "¿Hablaste de mí?" (2015)

En el 2015, la Editorial Universitaria de Buenos Aires, Eudeba, presenta ¿Hablaste de Mí? Viñetas para una biografía de Bertha Moss, actriz (1918-2008), el primer título de la Biblioteca Proteatro. Una joven actriz que mide 1,80 m y calza 43 ¿será elegida como protagonista romántica del próximo film? ¿Podrá despertar el deseo del galán de turno? ¿Servirá de modelo a las adolescentes? En la década del cuarenta y en un medio donde otro era el estereotipo reinante, ¡imposible! A los “inconvenientes” de la estatura y de los pies, Bertha Moss sumaba el de su apéndice nasal. A pesar de su gran talento y personalidad magnética, desde el inicio de su carrera directores y productores la condenaron a ser “vieja”, la pérfida madrastra, la celadora inflexible, la despótica matriarca o la solterona resentida en ficciones donde fue soporte de otras actrices que, a la vez, tuvieron que “soportarla” a ella. Decidida a hacer borrón y cuenta nueva, en 1959 se fue a México, donde sería primera actriz, rejuvenecería a los 40 años y de fea pasaría a ser linda. Alienada por el “fuego sagrado” del arte, sus cómicos exabruptos la hicieron legendaria. Encontraría su nicho como la más famosa villana de los culebrones de la TV azteca. Sus grandezas escénicas y su lado menos diáfano, y hasta ridículo, están expuestos en este libro en el marco de grandes ciudades, reflejando hábitos y costumbres de cada época. También su entorno: una hermana víctima de amoríos peligrosos, una sobrina autista, un marido nominal y decenas de compañeros que invariablemente “la envidiaban”, “le hacían brujerías” y “complotaban” para opacar su talento. Primero en Buenos Aires y luego en México, Bertha luchó por el estrellato y estuvo ligada social o artísticamente a Fernando Vallejo, María Félix, Tita Merello, Salvador Novo, Mirtha Legrand, Marilyn Monroe, Cantinflas, Enrique Muiño, Silvana Pampanini, Luis Sandrini, Katy Jurado, Libertad Lamarque y Luis Buñuel, entre otros. 
En el 2016, aparece La generación Di Tella y otras intoxicaciones. Publicado por Eudeba.
Di Tella, un nombre que evoca -para algunos memoriosos- a prácticos electrodomésticos, también a los taxis porteños… Para otros es sinónimo de artes plásticas ¡de avanzada! Afortunadamente muchas de estas obras, originales o reconstruidas, integran el patrimonio de nuestros museos. 
Sin embargo el Instituto Di Tella promovió a través de su Centro de Experimentación Audiovisual, el CEA, manifestaciones teatrales eclécticas que marcaron el camino a varias generaciones de teatristas. Dada la naturaleza volátil, efímera, del hecho teatral –estaba lejana la era del infiel video– no quedaron registros de tantas innovaciones escénicas.

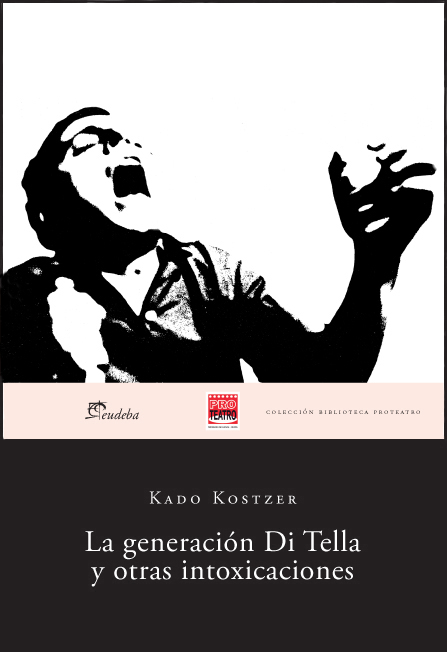
Tapa del libro La generación Di Tella y otras intoxicaciones (2016).

En su adolescencia Kado Kostzer fue privilegiado testigo y también integrante –sin roles de compromiso, aunque siempre atento al entorno– de varias producciones que se originaron en ese escenario. Estas experiencias fueron el cimiento para su posterior desarrollo en el teatro como autor y director, tanto en el país como en el extranjero. La generación Di Tella y otras intoxicaciones, incluye 16 páginas a color y una cronología exhaustiva de todas las actividades del Instituto. Con mirada irónica el autor brinda un fresco colorido y regocijante de hechos, acontecimientos, estéticas y entretelones de los espectáculos y personajes del Di Tella. Así mismo recrea, sin nostalgias, la efervescencia cultural que caracterizó –a pesar de la opresiva y represiva dictadura militar del General Onganía–, el último lustro de la década del 60, no solo en Florida 936, sino en los alrededores, en lo que se llamó La Manzana Loca.   